# Орхіектомія
Орхіектомія (від дав.-гр. όρχις — яєчко і дав.-гр. εκτομία — видалення; інколи орхідектомія) — хірургічна операція видалення яєчок. Застосовується насамперед при необхідності знизити продукцію чоловічих статевих гормонів (зокрема — тестостерону), при злоякісних новоутвореннях чоловічих статевих органів (зокрема — передміхурової залози), а також при корекції статі.

## Класифікація
За кількість видалених органів:
- Однобічна
- Двобічна

За методикою виконання:
- звичайна (проста)
- субкапсулярна
- пахова